# 祢衡
禰衡（173年—198年），字正平，平原郡般县（今山东德州临邑县）人，东汉末年文学家。頗有才氣，但性情狷狭、頗為驕狂、不能容物。與孔融交好，被孔融推薦去投效曹操。後因羞辱曹操，被曹操遣送去劉表處。後又因對劉表口出惡言，被劉表遣送到黃祖處。黃祖性情急躁，加之禰衡在宴席上言行失態，遂將禰衡绞杀。

## 生平

### 早年交游
兴平年间，祢衡到荆州避难。
建安元年（196年），禰衡北遊到許都。当时许都初建，正是天下名士显贵云集之处。祢衡也写了一封名刺带在身上，但直至字迹都磨掉了也未投奔任何人。有人问他：「為何不結交陈长文（陈群）、司马伯达（司馬朗）呢？」禰衡說:「怎麼要使我去結交這些殺豬卖酒的小兒！」那人再問:「覺得曹公（曹操），荀令君（荀彧），趙蕩寇（趙融）怎樣？」禰衡仇視曹操，亦怕曹操手下相害而不評論，见荀彧仪表堂堂，赵融大腹便便，就说：「文若可借他的脸给人吊丧（吊丧一般派有姿貌的人去，意为荀彧虚有其表），稚长可让他管理廚房膳食（讽刺赵融爱吃肉）。」又說：「荀彧只是比其他人好，跟真正有才學的人相比根本沒什麼。」这种粗俗無禮的作风使得众人都不喜欢他。
禰衡唯独与孔融和杨修交好，常常称：「除大兒孔文舉，小兒楊德祖外，別無人物」孔融也欣赏其才华，与小自己20岁的祢衡结为忘年之交，互相称对方为“仲尼不死”、“颜渊复生”。建安元年（196年），孔融作《薦禰衡表》向漢獻帝劉協推介他。

### 投效曹操

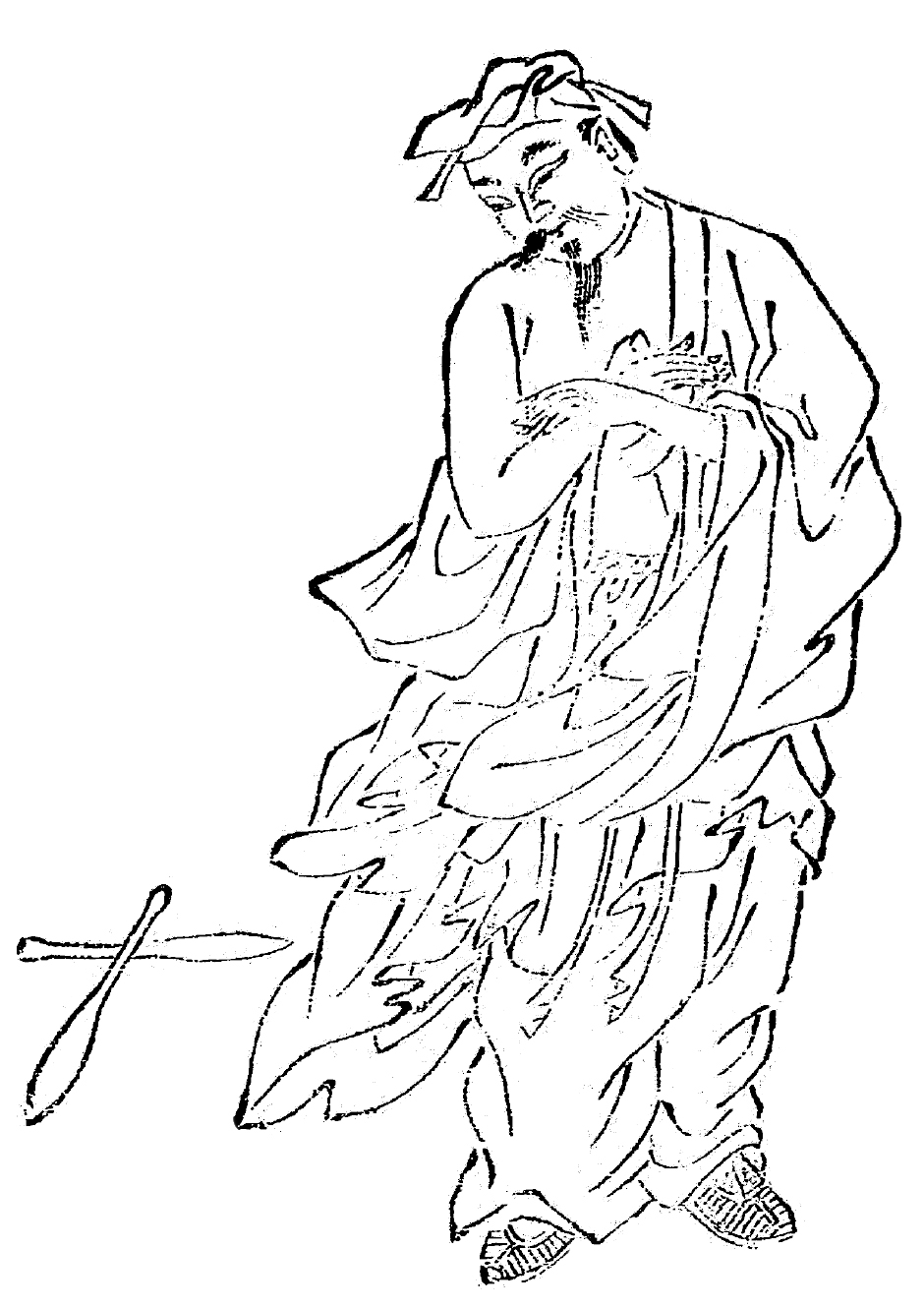
禰衡裸衣擊鼓

孔融幾次向曹操推介祢衡，曹操很想見他。禰衡因鄙視曹操而借口有狂疾不見，並對曹操口出狂言。曹操對此頗為不悅，碍于其才名浮世不加杀害，于是任其为鼓史（掌鼓的官吏），試圖羞辱禰衡。建安二年（197年）八月的宴會上，各位鼓史都要脫掉原本的穿著換成鼓史服。轮到禰衡了，他击鼓奏《漁陽》，容貌姿態與眾不同，節奏動聽悲壮，聽到的人無不感慨。因為其不換衣服而被下吏呵斥，禰衡就来到曹操面前，脫去衣物，赤裸站着，慢条斯理地换上鼓史服之後，又擊鼓離開，面不改色。曹操大笑說:「孤本想羞辱禰衡，反让禰衡羞辱了孤。」
後孔融因此責備禰衡，並說曹操對其誠意，禰衡同意向曹操賠罪。同年（197年）十月，孔融拜見曹操，說禰衡求見。曹操大喜，等禰衡到很晚。祢衡穿着布单衣、粗布鞋帽来了，坐在曹操營門外，持大杖捶地，大罵曹操。曹操急呼人准备三匹良馬和两个骑兵，對孔融說：「禰衡這個小子，居然敢來上前侮辱！孤殺其如雀鼠，但這個人有虛名，遠近皆知，今日殺了禰衡的話，众人会覺得孤不能容人，不如遣送去劉表處，你覺得怎樣？」孔融無奈。於是曹操命令兩個騎兵扶送祢衡至南陽。
出發之前，眾人於城南为其设宴送行，为了报复禰衡的屢次無禮，彼此说好準備視禰衡如無物來作弄他。後來禰衡到了，众人都坐在席位上，一個也不起來迎接他。禰衡号啕大哭，眾人都問其原因，禰衡說：「我走在尸柩之间，怎能不悲哀？」（我都走在靈柩之間了，怎麼能不悲傷呢？）此舉當場令眾人哭笑不得。

### 投效劉表
因佩服禰衡的才氣名聲，劉表和荆州的士大夫们起初对祢衡以上宾之禮相待，不管是文书还是议论常常由他定夺。一次劉表和眾文人起草奏章，竭尽才思。禰衡当时外出不在，回來见到这份草奏，打开后还没仔细看就扯坏丟在地上。面对驚骇的刘表，禰衡要来纸笔，片刻即写就奏章，文筆和文义相当精妙。劉表很高興，愈加器重他。
然而祢衡后来又侮辱怠慢刘表。劉表感到羞憤，不能容忍，因知道江夏太守黄祖性急，就将祢衡送给他（以借其手杀之）。（亦有记载称，祢衡是因得罪刘表的近臣而受誣陷，劉表因此逐漸疏遠并驱逐禰衡。）

### 投效黄祖
禰衡到了黃祖處之後，黄祖待他很好。祢衡为他撰写文书，轻重疏密全都安排得当。黄祖拉着他的手说：“处士，这正合我的意思，和我心里想说的话一样。”黃祖的長子黃射更是與其相善。有次黃射跟禰衡出遊時，一起讀蔡邕所作的石碑文，黃射愛其文辞，回去后很遗憾当时没能抄录，禰衡說:「我虽然只看了一遍，还是能记住的，唯有石碑破损处的两个字不明。」于是把碑文写了出来。黃射派人去抄下碑文，回来查对，与祢衡写的一模一样，當時的人無不驚嘆佩服。黄射曾大宴宾客，有人向他献上鹦鹉，黃射对祢衡举起酒杯说：“希望先生以鹦鹉作一篇赋，讓賓客们高興。”祢衡提笔便写，中間無更動，文采頗為华美。

### 杀身之祸

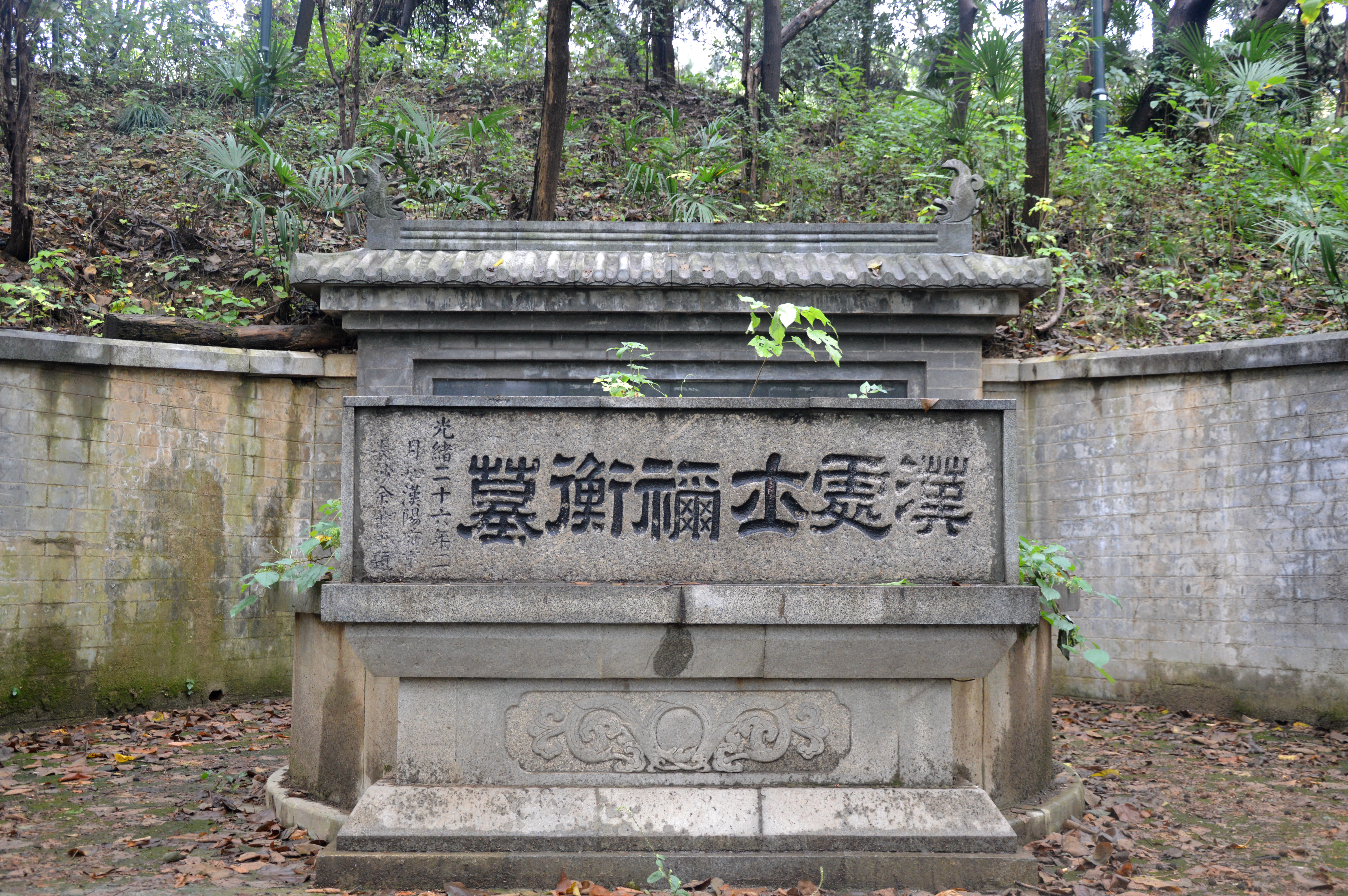
位于武汉汉阳区的祢衡衣冠冢

建安三年（198年），黄祖在蒙衝船上大宴宾客，禰衡舉止怪异，出言不逊，黄祖觉得难堪而呵斥他，禰衡瞪着他罵道:「死老頭說甚麼話！」黃祖大怒，令卒役把他拉出去，准备施以笞刑。禰衡又大罵不止，黃祖氣得叫人绞杀他。黄祖的主簿一向忌恨祢衡，当即就把他杀了。當時黃射聽到消息之後，打著赤腳衝過來相救，可惜來不及，哭著說：「此人有異才，曹操和劉表都不殺他，大人為何殺他？」黃祖說：「此人罵你的父親是死老頭，如何不殺他？」。爾後黄祖对杀祢衡一事感到后悔，便将其加以厚葬。被杀之时，年止26岁。

## 作品
祢衡的作品在南北朝时已大多散佚。《隋书·经籍志》有《祢衡集》2卷,今佚。
现存作品：
- 赋

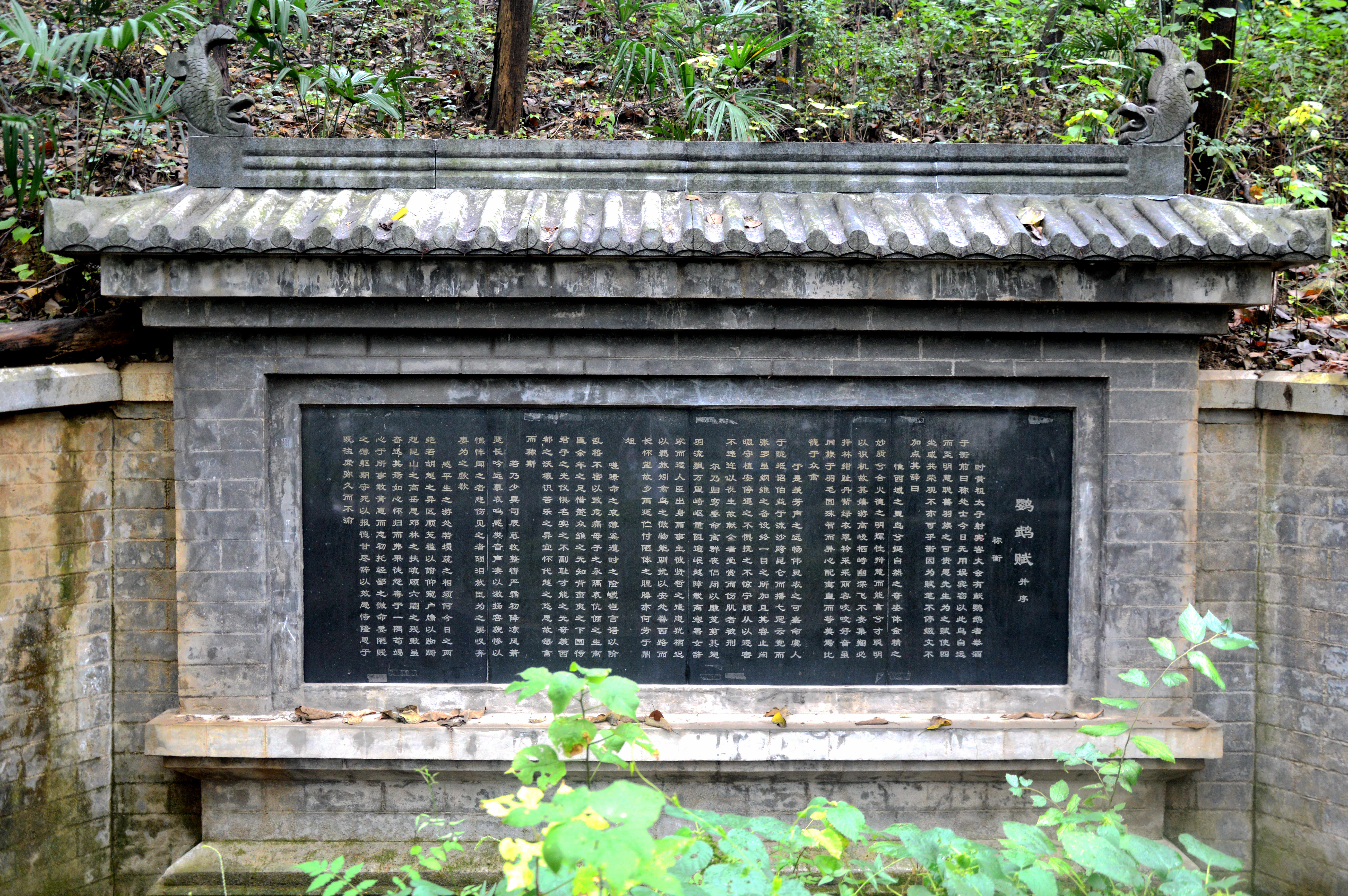
祢衡墓后方所刻鹦鹉赋全文

《鹦鹉赋》。托物言志，为汉赋代表作之一。鹦鹉洲即由此得名。李白在诗中称赞其“锵锵振金玉，句句欲飞鸣”。
- 吊文

《吊张衡文》。南朝文学评论家刘勰认为其“缛丽而轻清”。
- 碑文
  - 《鲁夫子碑》
  - 《颜子碑》。

- 书信

仅存一残句：“训夷皓之风。”

## 相关典故

### 文无加点、文不加点
祢衡写《鹦鹉赋》时，中间未作任何更改。后用“文无加点”、“文不加点”来形容写文章才思敏捷，一气呵成。《后汉书·祢衡传》：“衡攬筆而作，文無加點，辭采甚麗。”《<鹦鹉赋>序》：“衡因为赋，笔不停缀，文不加点。”

### 酒瓮饭囊
祢衡讥讽人无能的尖刻之语。一作“饭囊酒瓮”、“酒囊饭袋”、“饭坑酒囊”。《抱朴子·弹祢》：“荀彧猶強可與語，過此以住，皆木梗泥偶，似人而無人氣，皆酒甕飯囊耳。”《顏氏家訓·誡兵》：“今世士大夫，但不讀書，即稱武夫兒，乃飯囊酒甕也。”陸游《效蜀人煎茶戲作長句》：“飯囊酒甕紛紛是，誰賞蒙山紫筍香。”

## 评价
- 曹操：“孤杀之无异於雀鼠，……顾此人素有虚名，远近所闻”。[參⁠ 2]
- 孔融：“颜渊复生”[參⁠ 5]。“淑质贞亮，英才卓砾。……目所一见，辄诵于口；耳所瞥闻，不忘于心。性与道合，思若有神。……忠果正直，志怀霜雪。见善若惊，疾恶若仇。[參⁠ 12]”“正平大雅，固当尔邪？[註⁠ 15][參⁠ 1]”
- 傅玄：“衡以交绝于刘表，智穷于黄祖，身死名灭，为天下笑者，谮之者有形也。”[註⁠ 16]
- 葛洪：“雖言行輕人，寧願榮顯，是以高遊鳳林，不能幽翳蒿萊，然修己駁刺，迷而不覺，故開口見憎，舉足蹈禍。賫如此之伎倆，亦何理容於天下而得其死哉？猶梟鳴狐嚾，從皆不喜，音響不改，易處何益。許下，人物之海也。文舉為之主任，荷之足以至到，於此不安，已可知矣。猶必死之病，俞附越人，所無如何。朽木鉛鋌，班輸歐冶所不能匠也。而復走投荊楚間，終陷極害，此乃衡懵蔽之效也。蓋欲之而不能得，非能得而弗用者矣。於戲才士，可勿戒哉！”[參⁠ 3]
- 李白：“魏帝營八極，蟻觀一禰衡。黃祖斗筲人，殺之受惡名。吳江賦鸚鵡，落筆超羣英。鏘鏘振金玉，句句欲飛鳴。鷙鶚啄孤鳳，千春傷我情。五嶽起方寸，隱然詎可平。才高竟何施，寡識冒天刑。至今芳洲上，蘭蕙不忍生。”[參⁠ 9]
- 王补：“祢衡徒以侮辱曹操取快一时，操……以雀鼠视祢衡，一再假手，毙于黄祖，奸雄意忌，自古所叹。然解衵裸立，果大雅所当尔邪？适以长后进轻獧之焰，而授杀士者以口实也。……无行才士率厕兹传文人之目，遂为世诟，流宕忘返，君子惧旃。刘挚尝言‘士当以器识为先，一命为文人，无足观矣’，叶适亦谓‘文不足关世教，虽工无益’，士之学古而负才俊者，尚鉴于斯。”[參⁠ 13]
- 黄山[註⁠ 17]：“祢衡诚不幸，亦视所遘何时，所不屈者何人耳。固非濡忍苟贱，求合当世，以弋富贵者也。不得中行，必也狂狷乎？ ”[參⁠ 14]

## 后世创作与民间形象

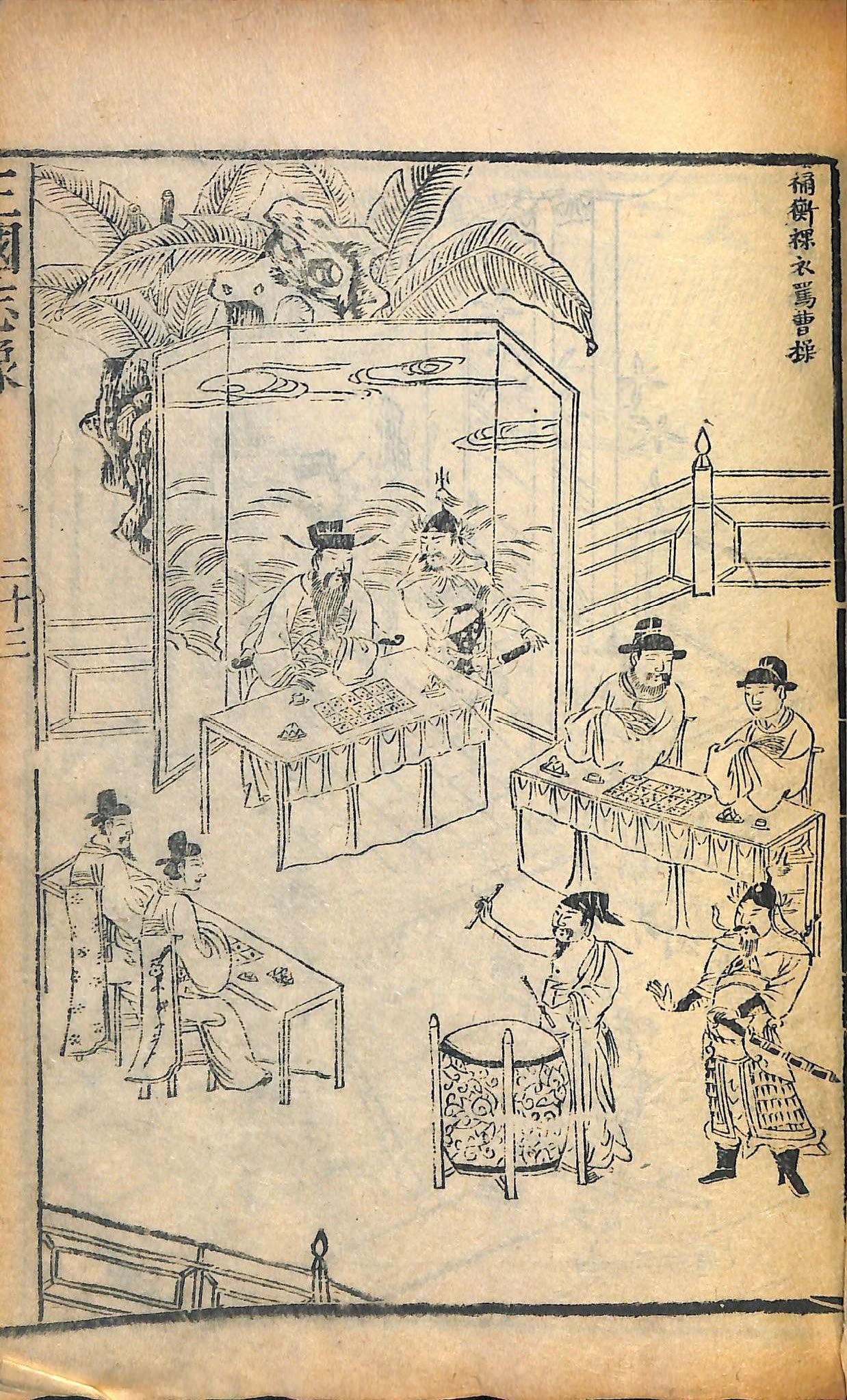
《三国演义》绣像对于祢衡裸衣击鼓的描绘

### 小说
在罗贯中《三國演義》中禰衡於〈第二十三回“禰正平裸衣罵賊 吉太醫下毒遭刑”〉中出場，佔據篇幅一半的戲份。故事敘述其於199年受孔融推薦而投奔曹操。曹操有介紹很多文臣武將給禰衡聽，禰衡羞辱了所有人。因此張遼非常生氣，欲殺禰衡，受曹操阻止。
禰衡評論這些人的用途如下：
- 荀彧：吊喪問疾（符合史實）
- 荀攸：看墳守墓（出處：《荀攸傳》：攸少孤。及曇卒，故吏張權求守曇墓。攸年十三，疑之，謂叔父衢曰：「此吏有非常之色，殆將有姦！」衢寤，乃推問，果殺人亡命。由是異之。）
- 程昱：關門閉戶（出處：《程昱傳》：時昱有七百兵守鄄城，太祖聞之，使人告昱，欲益二千兵。昱不肯……太祖從之。紹聞昱兵少，果不往。）
- 郭嘉：白詞念賦（出處：《郭嘉傳》裴引王沈《魏書》載曹操表：「臣聞褒忠寵賢，未必當身，念功惟績，恩隆後嗣。……故軍祭酒郭嘉，忠良淵淑，體通性達。每有大議，發言盈庭，執中處理，動無遺策。……」）
- 張遼：擊鼓鳴金（出處：《樂進傳》：曹操《表稱樂進于禁張遼》）
- 許褚：牧牛放馬（出處：《許褚傳》：糧乏，偽與賊和，以牛與賊易食，賊來取牛，牛輒奔還。褚乃出陳前，一手逆曳牛尾，行百餘步。賊眾驚，遂不敢取牛而走。）
- 樂進：取狀讀招（出處：《樂進傳》：以膽烈從太祖，為帳下吏。）
- 李典：傳書送檄（出處：《李典傳》裴引王沈《魏書》：典少好學，不樂兵事，乃就師讀春秋左氏傳，博觀群書。）
- 呂虔：磨刀鑄劍（出處：《晋书》卷三十三《王祥列传·（弟）王览》：初，吕虔有佩刀，工相之，以为必登三公，可服此刀。虔谓祥曰：“苟非其人，刀或为害。卿有公辅之量，故以相与。”祥固辞，强之乃受。祥临薨，以刀授览，曰：“汝后必兴，足称此刀。”）
- 滿寵：飲酒食糟（出處：《滿寵傳》裴引《世語》：王淩表寵年過耽酒，不可居方任。……寵既至，進見，飲酒至一石不亂。帝慰勞之，遣還。）
- 于禁：負版築牆（出處：《于禁傳》：禁既至，先立營壘，不時謁太祖。……徐鑿塹安營訖，乃入謁，具陳其狀。）
- 徐晃：屠豬殺狗[註⁠ 19]
- 夏侯惇：「完體將軍」（意為諷刺其五官不全，《夏侯惇傳》：太祖自徐州還，惇從征呂布，為流矢所中，傷左目。）
- 曹仁：「要錢太守」（出處：實為曹洪，《曹洪傳》：始，洪家富而性吝嗇，文帝少時假求不稱，常恨之，遂以舍客犯法，下獄當死。）
- 其餘：衣架，飯囊，酒桶，肉袋

為鼓史（演義改寫為鼓吏）的情節与史实基本一致，另有敘述禰衡裸衣罵曹操：「汝不識賢愚，是眼濁也；不讀詩書，是口濁也；不納忠言，是耳濁也；不通古今，是身濁也；不容諸侯，是腹濁也；常懷篡逆，是心濁也！吾乃天下名士，用為鼓吏，是猶陽貨輕仲尼，臧倉毀孟子耳！欲成王霸之業，而如此輕人耶？」因此曹操借让祢衡去荆州劝降刘表之名，强行派兩騎兵以馬送走禰衡，又让手下文武在东门为其饯行。荀彧交代众人不可起身，祢衡因此骂他们都是死尸，眾人憤怒，想殺死禰衡，受荀彧阻止。
刘表也不喜欢祢衡，但知道曹操欲借其手而杀之，使其背上害贤的骂名，故又将祢衡转送给黄祖，向曹操显示自己有见地。祢衡辱罵黃祖如同是被祭拜的神“雖受祭示，恨無靈驗”。黃祖怒道：“汝視我為土木偶人耶？”而将其斩杀。臨刑之前，祢衡仍大罵不止。劉表听到其死讯后叹息不已，将其安葬於鸚鵡洲邊。曹操聽到後大笑說：「腐儒舌劍，反自殺矣！」
羅貫中记述後人有詩說禰衡:「黃祖才非長者儔，禰衡喪首此江頭。今來鸚鵡洲邊過，惟有無情碧水流。」

### 戏剧曲艺

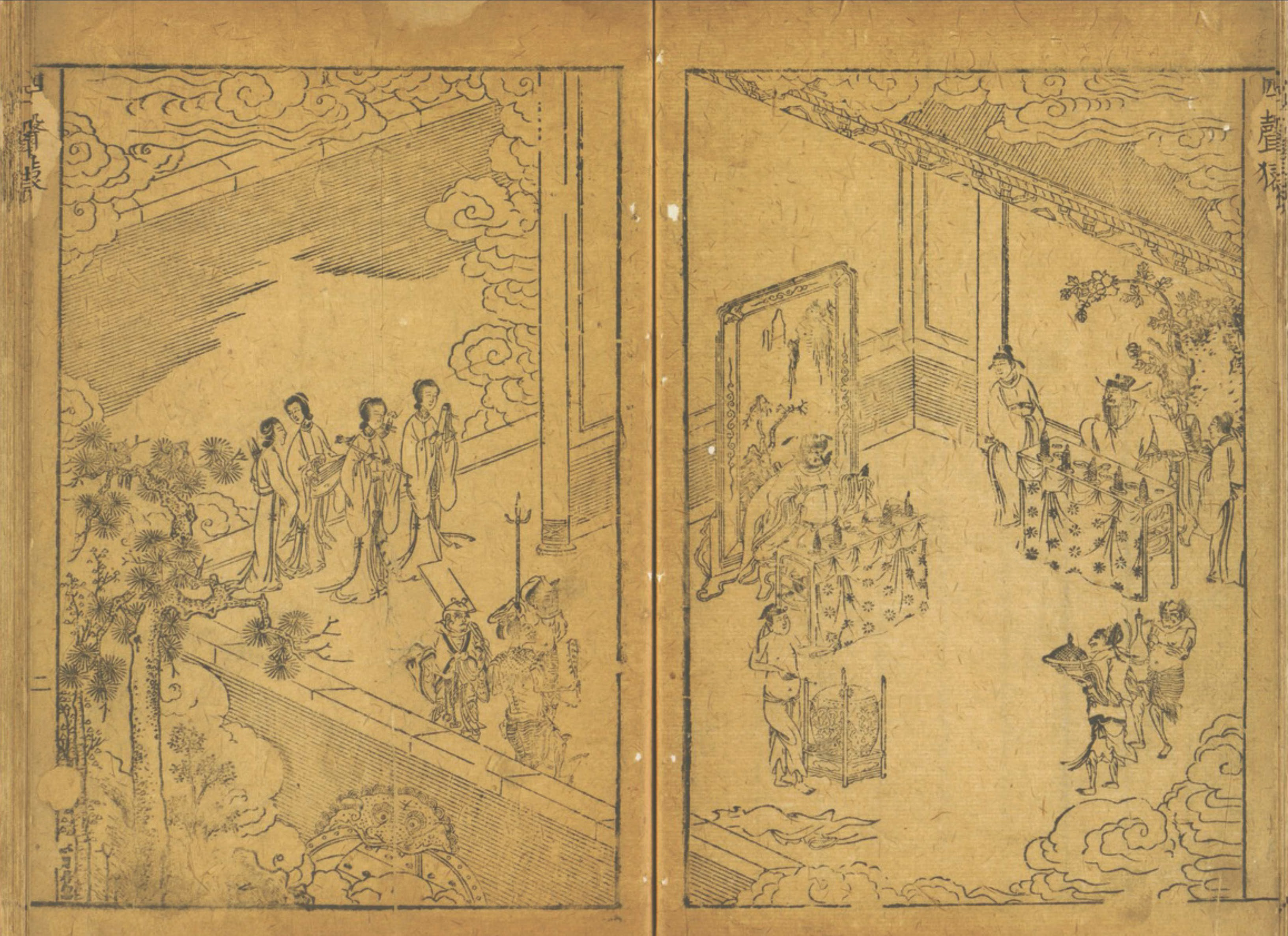
《狂鼓史渔阳三弄》插图

- 明代剧作家徐渭著有杂剧《狂鼓史渔阳三弄》，与其他三部杂剧一同收入《四声猿》。剧本描绘祢衡死后，在阴间判官的要求下与曹操重演击鼓骂曹一事。祢衡认为“小生骂座之时，那曹瞒罪恶尚未如此之多，骂将来冷淡寂寥，不甚好听。今日要骂呵，须直捣到铜雀台分香卖履，方痛快人心。”最后祢衡受玉帝征召升天为官，曹操留在阴司之中。由于徐渭曾将自己比作祢衡[註⁠ 20]，也曾将被陷害至死的好友沈錬比作祢衡，将严嵩比作曹操[註⁠ 21]，有学者认为该剧是一部影射、讽刺现实之作。
- 京剧著名传统剧目《击鼓骂曹》以祢衡为主角，情节改编自《三国演义》，讲述祢衡羞辱曹营众人，裸衣击鼓大骂曹操，最后被曹操派去荆州说降刘表的故事。剧中的祢衡不畏权贵、嫉恶如仇，与曹操的阴险毒辣、虚伪矫饰形成鲜明对比。[參⁠ 16]该角色由老生饰演，擅演者有汪桂芬、谭鑫培、余叔岩、杨宝森等。另，川剧、汉剧、徽剧、滇剧、秦腔、同州梆子、河北梆子均有此剧目。[參⁠ 17]
- 京韵大鼓《击鼓骂曹》，情节改编自《三国演义》，白凤鸣、骆玉笙等擅演该曲目。

## 延伸阅读
[在维基数据编辑]
 在维基文库阅读此作者作品（ 在维基共享资源阅览影像）
 《後漢書·卷80下》，出自范晔《後漢書》